# Fontaine du Cupidon
La Fontaine du Cupidon (en italien, Fontana del Cupido) est une fontaine située à l'intérieur de la Villa Pamphilj, dans le quartier Gianicolense à Rome. 

## Description
Elle est située à l'intérieur de la Villa Pamphili, sur la place en face du jardin secret. 
Probablement construite en 1855 par Andrea Busiri Vici qui a utilisé des éléments existants , la fontaine tire son nom du Cupidon qui se tenait au centre et dont aujourd'hui seuls les pieds restent sur la base parallélépipédique, au sommet de la fontaine, qui repose sur une grande coupe circulaire, aux bords légèrement ondulés et décorée de guirlandes. 
La coupe est soutenue par quatre piliers sur le devant desquels quatre faunes s'appuient alternativement : deux femelles et deux mâles. Sous la coupe, au centre, il y a une rocaille imposante. Les quatre faunes reposent à leur tour sur une structure circulaire légèrement plus grande que la coupe supérieure, qui contient un sommet en pierre. Le bord est orné de douze piliers rectangulaires, ornés en haut de la fleur de lys, emblème des Pamphili . Sur le devant et les deux parties latérales, les piliers sont enrichis de masques en relief de différents types: le Bacchus, la Gorgone et une autre divinité féminine, qui se répètent souvent. La fontaine partiellement restaurée est protégée par une rambarde basse en fer dont une partie a été détachée en 2018 à la suite d'un vandalisme  .